# رشته‌کوه فرغانه
رشته‌کوه فرغانه (به لاتین: Fergana Range) یک رشته‌کوه در قرقیزستان است که در استان نارین واقع شده‌است. رشته‌کوه فرغانه ۴٬۸۹۳ متر بالاتر از سطح دریا واقع شده‌است.